# Xã Lake Jessie, Quận Itasca, Minnesota
Xã Lake Jessie (tiếng Anh: Lake Jessie Township) là một xã thuộc quận Itasca, tiểu bang Minnesota, Hoa Kỳ. Năm 2010, dân số của xã này là 303 người.